# Hilaire Spanoghe
Pour les articles homonymes, voir Spanoghe.
Hilaire Frederik Spanoghe, né le 30 octobre 1879 à Grembergen et mort à une date inconnue, est un footballeur belge.

## Biographie
Il naît à Grimbergen le jeudi 30 octobre 1879 de Maria Victoria Van Bogaert (sa mère, née en 1837) et d'Amandus Spanoghe (son père, né en 1836). C'est le seul garçon parmi les cinq enfants du couple et le cadet de sa fratrie : Maria Coleta Spanoghe (1860), Helena Spanoghe (1864), Theresia Spanoghe (1872) et Celina Spanoghe (1877). Il n'a pas d'enfants et descend directement de la famille Spanoghe, famille originaire de Bruges dont l'origine remonte à Louis Spanoghe (né en 1410).

### Jeux olympiques
De 1899 à 1902, il est membre du Skill FC de Bruxelles avant de rejoindre de 1902 à 1903 l'Athletic & Running Club de Bruxelles,.
Il participe aux Jeux olympiques de 1900 à Paris et remporte une médaille de bronze pour l'épreuve de football représentée par l'équipe universitaire de l'Université de Bruxelles ; mais comme les footballeurs n'étaient pas tous membre du club universitaire, c'est la Fédération Athlétique Universitaire Belge qui se chargea d'aller chercher des joueurs pour compléter l'équipe lors des Jeux.

## Palmarès
Belgique olympique
- Jeux olympiques :
  -  Bronze : Paris 1900.